# Campionato israeliano di calcio a 5
Il campionato di calcio a 5 d'Israele è la massima competizione israeliana di calcio a 5 organizzata dalla Federazione calcistica d'Israele.

## Storia
Inizialmente, il campionato israeliano aveva cadenza annuale e non stagionale; inoltre era prettamente amatoriale. Solamente dalla stagione 2005-2006 è strutturato come un vero torneo nazionale. Nelle prime due edizioni si impose l'ASA Tel Aviv. Dopo un anno di sosta, il torneo ricominciò alla fine del 2002 con la vittoria del Be'er Sheva che conquistò sia il torneo invernale che il successivo torneo estivo. Nell'edizione 2004 trionfò il Beitar Gerusalemme, prima di una nuova annata senza calcio a cinque in Israele. Il campionato si disputa regolarmente dal 2005: dopo una nuova vittoria del Be'er Sheva, è stato l'Hapoel Ironi Rishon ad aggiudicarsi tre campionati consecutivi.

## Albo d'oro
- 1999:  ASA Tel Aviv (1)
- 2000:  ASA Tel Aviv (2)
- 2001: non disputato
- 2002-2003:  Be'er Sheva (1)
- 2003:  Be'er Sheva (2)
- 2004:  Beitar Gerusalemme (1)
- 2005-2006: 	 Be'er Sheva (3)
- 2006-2007: 	 H. Rishon LeZion (1)
- 2007-2008: 	 H. Rishon LeZion (2)
- 2008-2009:  H. Rishon LeZion (3)

- 2009-2010:  ASA Tel Aviv (3)
- 2010-2011:  ASA Ben Gurion (1)
- 2011-2012:  Nahalat Yitzhak (1)
- 2012-2013:  ASA Ben Gurion (2)
- 2013-2014:  ASA Ben Gurion (3)
- 2014-2015:  ASA Ben Gurion (4)
- 2015-2016:  ASA Tel Aviv (4)
- 2016-2017:  Nahalat Yitzhak (2)
- 2017-2018:  Nahalat Yitzhak (3)
- 2018-2019:  Nahalat Yitzhak (4)

- 2019-2020:  Ashdod (1)
- 2020-2021:  Ashdod (2)
- 2021-2022:  ASA Technion Haifa (1)
- 2022-2023:  Nahalat Yitzhak (5)